# Río Izh (Pizhma)
El río Izh (en ruso: Иж; en mari: Ижевӱд) es un río del óblast de Kírov, en Rusia, afluente por la derecha del Pizhma. 

## Etimología
El nombre del río tiene origen udmurto. La traducción al ruso sería Каменка (Kamenka), que significa "corriente entre piedras": véase el nombre de dos de los pueblos que se encuentran en sus orillas: Nagornói ("Montañoso") y Podgornói ("Bajo las montañas").

## Afluentes
Sus principales afluentes son (por la izquierda, los de la derecha son insignificantes) el Mali Kermezh, el Bolshói Kermezh, el Shuda, el Pizhanka, el Tumanka, el Purt y el Vitla.